# مجموعه‌های ۱۰۰ سال به انتخاب انستیتوی فیلم آمریکا
مجموعه‌های ۱۰۰ سال به انتخاب انستیتوی فیلم آمریکا، مجموعه ای لیست‌ها و برنامه‌های ویژه تلویزیونی سی بی اس از سال ۱۹۹۸ تا ۲۰۰۸ است که در آن بنیاد فیلم آمریکا، بزرگترین فیلم‌های ۱۰۰ ساله اخیر سینمای آمریکا را جشن گرفته‌است.

## لیست‌های این مجموعه
- ۱۹۹۸: ۱۰۰ سال… ۱۰۰ فیلم به انتخاب بفا
- ۱۹۹۹: ۱۰۰ سال…۱۰۰ ستاره به انتخاب بفا
- ۲۰۰۰: ۱۰۰ سال… ۱۰۰ خنده به انتخاب بفا
- ۲۰۰۱: ۱۰۰ سال… ۱۰۰ هیجان به انتخاب بفا
- ۲۰۰۲: ۱۰۰ سال… ۱۰۰ احساس به انتخاب بفا
- ۲۰۰۳: ۱۰۰ سال… ۱۰۰ قهرمان و شرور به انتخاب بفا
- ۲۰۰۴: ۱۰۰ سال… ۱۰۰ ترانه به انتخاب بفا
- ۲۰۰۵: ۱۰۰ سال…۱۰۰ نقل قول به انتخاب بفا
- ۲۰۰۵: ۱۰۰ سال موسیقی متن به انتخاب بفا (رویداد ویژه در هالیوود بول؛ در تلویزیون پخش نشد)
- ۲۰۰۶: ۱۰۰ سال… ۱۰۰ تحسین به انتخاب بفا
- ۲۰۰۶: بزرگترین فیلم‌های موزیکال به انتخاب بفا (رویداد ویژه در هالیوود بول؛ در تلویزیون پخش نشد)
- ۲۰۰۷: ۱۰۰ سال… ۱۰۰ فیلم به انتخاب بفا (بازبینی ۲۰۰۷)
- ۲۰۰۸: ۱۰ فیلم برتر در ۱۰ ژانر به انتخاب بفا